# Verna Johnston
Verna Johnston (verheiratete McIntosh; * 18. März 1930; † 4. April 2010 in Casterton, Victoria) war eine australische Sprinterin und Weitspringerin.
Bei den British Empire Games 1950 in Auckland gewann sie Bronze über 100 Yards, wurde Fünfte über 220 Yards, Vierte im Weitsprung und siegte mit der australischen Mannschaft in der 440-Yards-Staffel sowie in der 660-Yards-Staffel.
1952 wurde sie bei den Olympischen Spielen in Helsinki Achte im Weitsprung und kam mit der australischen Mannschaft in der 4-mal-100-Meter-Staffel auf den fünften Platz.
1952 wurde sie Australische Meisterin im Weitsprung.

## Persönliche Bestleistungen
- 100 Yards: 10,9 s, 14. Januar 1950, Perth
- 100 m: 12,2 s, 22. Dezember 1951, Perth
- 200 m: 24,4 s, 10. August 1952, Amsterdam
- Weitsprung: 5,93 m, 25. Juni 1952, Belfast